# Lovely Louise
Lovely Louise ist ein Schweizer Filmdrama aus dem Jahr 2013. Regie führte Bettina Oberli. Das Drehbuch schrieben Bettina Oberli und Petra Volpe.

## Handlung
André lebt noch immer mit seiner 80-jährigen Mutter Louise in der gleichen Wohnung, obwohl er mittlerweile über fünfzig Jahre alt ist. Seinen und ihren Lebensunterhalt verdient er sich als Taxifahrer. In seiner Freizeit baut er in der Garage Modellflugzeuge zusammen, die er an freien Tagen auf einem Flugplatz in die Luft steigen lässt. Dort trifft er sich mit gleichgesinnten Kollegen, und sie verpflegen sich am Imbisswagen der Wurstverkäuferin Steffi, der in der Nähe der Flugpiste steht. Nach einem Fest kommen André und Steffi sich im Auto näher, aber im ungünstigsten Moment ruft ihn seine Mutter an, die nach einem Albtraum glaubt sterben zu müssen. Darauf lässt André die enttäuschte Steffi stehen und fährt nach Hause.
Auf der Strasse wird Louise von einem Amerikaner angesprochen, der ihr ein Foto von ihr in jungen Jahren zeigt und sie um ein Autogramm bittet. Etwas später trifft er sie in einem Café. André kommt hinzu und fragt ihn, was er von seiner Mutter wolle. Der Amerikaner erklärt ihm, Louise sei auch seine Mutter, er sei sein Bruder Bill. Louise war als junge Frau nach Hollywood ausgewandert, um eine Karriere als Filmschauspielerin zu beginnen, und hatte von einem Filmproduzenten ein Kind bekommen. Nach einem Jahr hatte sie den kleinen Bill bei seinem Vater in Kalifornien zurückgelassen und war zu ihrem vierjährigen Sohn André in die Schweiz heimgekehrt. Bill zieht vorübergehend in die Wohnung zu Louise und André, der seinem neuen Mitbewohner erst recht misstraut, nachdem er in seinem Koffer zwei Pässe auf unterschiedliche Namen gefunden hat. Bill hat eine plausible Erklärung dafür, sodass sich André schliesslich mit der neuen Situation arrangiert und von nun an in seiner Garage übernachtet.
André hat mit seiner Mutter Ferien in Spanien gebucht. Als Steffi ihm eröffnet, sie verbringe ihre Ferienwoche in den Bergen, will er zunächst mit ihr mitkommen und an seiner Stelle Bill mit Louise nach Spanien reisen lassen. Bill fragt Louise, ob sie ihm einen grösseren Betrag leihen könne, da er ein vielversprechendes Projekt in Aussicht habe. Louise erklärt ihm zunächst, sie habe kein Geld, entschliesst sich dann aber, die ganze verfügbare Summe von Andrés Konto abzuheben, für das sie eine Vollmacht besitzt.
So fliegen Louise und Bill zusammen nach Benidorm. André aber traut seinem Halbbruder weiterhin nicht und sorgt sich um das Wohlergehen seiner Mutter. Er sagt seinen Aufenthalt mit Steffi in den Bergen ab und reist seiner Mutter nach Benidorm nach. Als er sie und Bill dort trifft, stellt sich heraus, dass Bill Andrés ganzes Geld beim Pokern verspielt hat. Der wütende André wirft Bill in den Swimming Pool, geht im Wasser auf ihn los, und die beiden schlagen sich die Köpfe blutig.
Während der Rückreise in Andrés Auto beklagt sich Bill bitter, er habe im Leben nichts erreicht, und er beschimpft Louise als Rabenmutter, weil sie ihn das ganze Leben vergessen habe. Die empörte Louise will sofort aussteigen, obwohl das Auto in voller Fahrt ist, und öffnet auf ihrer Beifahrerseite die Tür. André greift hinüber und schliesst sie wieder, verliert dabei die Herrschaft über sein Auto und kommt von der Strasse ab. Auf einem Felsbrocken bleibt das Auto über einer abschüssigen Felswand hängen. Durch vorsichtiges Gewichteverlagern gelingt es den drei Insassen, das Fahrzeug noch zu verlassen, bevor es in die Tiefe stürzt.
André ist nun sowohl sein Geld als auch sein Auto los, und Bill verlässt seine Mutter und seinen Bruder wieder. André entschliesst sich, endlich aus der Wohnung seiner Mutter auszuziehen, und bezieht eine eigene Wohnung im gegenüberliegenden Haus. Er hatte früher eine Lehre als Feinmechaniker gemacht und findet eine Stelle in diesem Beruf. Seine Modellflugzeuge bringt er zum gewohnten Flugplatz vor Steffis Imbisswagen und lässt eines nach dem anderen starten, ohne sie über die Fernbedienungen weiter zu kontrollieren. Während die Flugzeuge eines nach dem anderen miteinander kollidieren und abstürzen, tanzt André entspannt lächelnd und wird dabei von der amüsierten Steffi beobachtet.

## Hintergrund
Die Weltpremiere des Films fand im August 2013 statt.

## Kritik
„Ein Schweizer Taxifahrer wohnt mit Mitte 50 immer noch mit seiner dominanten Mutter zusammen, die ihn nach Strich und Faden ausnutzt. Erst als ein Amerikaner auftaucht, der behauptet, ebenfalls ein Kind der alten Frau zu sein, sieht sich der Taxifahrer gezwungen, die Beziehung zu seiner Mutter auf den Prüfstand zu stellen. Eine sympathische melancholische Komödie, die durch eine sorgfältige Regie und ausgezeichnete Darsteller souverän einige Schwächen in der Handlung überdeckt. Vor allem die realitätsnahe Gestaltung nimmt für sich ein.“